# Jessica Pugh
Jessica Pugh (* 17. März 1997 in Telford) ist eine englische Badmintonspielerin.

## Karriere
Pugh fing mit ihrem Bruder an in einem lokalen Sportverein Badminton zu spielen. Ab 2008 war sie Teil des Nachwuchskaders der englischen Nationalmannschaft und ab 2015 Mitglied der regulären Nationalmannschaft. Ihr internationales Debüt gab sie 2011 bei den Welsh International. In der Altersklasse U17 wurde sie 2014 im Mixed mit Ben Lane Jugendeuropameisterin. Ihr erstes internationales Turnier im Erwachsenenbereich gewann sie mit 16 Jahren, als sie bei den Hungarian International triumphieren konnte. Bei den Junioreneuropameisterschaften erspielte Pugh die Bronzemedaille im Gemischten Doppel. Im selben Jahr konnte sie sich im Mixed bei den Slovak Open durchsetzen und wurde mit Chloe Birch bei den Polish International Zweite. Mit der Niederländerin Cheryl Seinen siegte Pugh bei den Romanian International und schloss die Slovenia International auf dem zweiten Platz ab. An der Seite von Sarah Walker siegte sie bei den Iceland International. Im Mixed zog sie bei den Dutch International ins Finale ein und gewann die Spanish International. Im folgenden Jahr konnte sie bei den Italian International als Siegerin hervorgehen und erstmals bei den Englischen Badmintonmeisterschaften den Titel gewinnen.
Bei den Commonwealth Games war sie Teil der englischen Mannschaft, die die Bronzemedaille erspielte und siegte im gleichen Jahr bei der nationalen Meisterschaft im Damendoppel mit Lauren Smith. 2019 triumphierte Pugh erneut im Mixed bei den Italian International und setzte sich auch bei den Belgian International und Polish Open durch. Außerdem erspielte sie ihren dritten Titel bei den englischen Meisterschaften. Kurz darauf wurde ihre Partnerschaft mit Lane aufgelöst, mit dem sie im Gemischten Doppel gespielt hatte, seitdem sie zehn Jahre alt war. Neben zwei weiteren Plätzen bei den Welsh International und den Spanish International siegte Pugh mit ihrem neuen Mixed-Partner Callum Hemming bei den Portugal International und den Scottish Open. Außerdem konnte sie mit ihm englische Meisterin werden und gewann auch mit Jessica Hopton im Damendoppel bei der nationalen Meisterschaft. 2022 verteidigte die Engländerin ihren Titel bei den nationalen Meisterschaften und wurde bei den Dutch Open Zweite.

## Sportliche Erfolge
| Jahr | Veranstaltung                    | Platz | Disziplin   | Spielpartner   |
| ---- | -------------------------------- | ----- | ----------- | -------------- |
| 2014 | Jugendeuropameisterschaft 2014   | 1.    | Mixed       | Ben Lane       |
| 2014 | Hungarian International 2014     | 1.    | Mixed       | Ben Lane       |
| 2015 | Junioreneuropameisterschaft 2015 | 3.    | Mixed       | Ben Lane       |
| 2015 | Junioreneuropameisterschaft 2015 | 2.    | Mannschaft  | England        |
| 2015 | Polish International 2015        | 2.    | Damendoppel | Chloe Birch    |
| 2015 | Slovak Open 2015                 | 1.    | Mixed       | Ben Lane       |
| 2016 | Iceland International 2016       | 1.    | Damendoppel | Sarah Walker   |
| 2016 | Romanian International 2016      | 1.    | Damendoppel | Cheryl Seinen  |
| 2016 | Slovenia International 2016      | 2.    | Damendoppel | Cheryl Seinen  |
| 2016 | Dutch International 2016         | 2.    | Mixed       | Ben Lane       |
| 2016 | Spanish International 2016       | 1.    | Mixed       | Ben Lane       |
| 2017 | Italian International 2017       | 1.    | Mixed       | Ben Lane       |
| 2017 | Englische Meisterschaft 2017     | 1.    | Mixed       | Ben Lane       |
| 2018 | Commonwealth Games 2018          | 3.    | Mannschaft  | England        |
| 2018 | Englische Meisterschaft 2018     | 1.    | Damendoppel | Lauren Smith   |
| 2019 | Polish Open 2019                 | 1.    | Mixed       | Ben Lane       |
| 2019 | Spanish International 2019       | 1.    | Mixed       | Ben Lane       |
| 2019 | Belgian International 2019       | 1.    | Mixed       | Ben Lane       |
| 2019 | Englische Meisterschaft 2019     | 1.    | Mixed       | Ben Lane       |
| 2021 | Portugal International 2021      | 1.    | Mixed       | Callum Hemming |
| 2021 | Spanish International 2021       | 2.    | Mixed       | Callum Hemming |
| 2021 | Scottish Open 2021               | 1.    | Mixed       | Callum Hemming |
| 2021 | Welsh International 2021         | 2.    | Mixed       | Callum Hemming |
| 2021 | Englische Meisterschaft 2021     | 1.    | Damendoppel | Jessica Hopton |
| 2021 | Englische Meisterschaft 2021     | 1.    | Mixed       | Callum Hemming |
| 2022 | Dutch Open 2022                  | 2.    | Mixed       | Callum Hemming |
| 2022 | Englische Meisterschaft 2022     | 1.    | Mixed       | Callum Hemming |